# Hachim Mastour
Hachim Mastour (arabsky حكيم مستور; narozen 15. června 1998, Reggio Emilia) je italský fotbalový útočník s marockými kořeny. Současné době hraje za reprezentaci Maroka a za klub třetí ligy Urbs Reggina 1914.
Mnozí experti na něm vidí fotbalové vlastnosti francouzského legendárního záložníka Zinédina Zidana a argentinského reprezentanta Juana Romána Riquelmeho.

## Klubová kariéra
Mastur působil až do léta 2012 v mládežnických týmech klubu AC Reggiana 1919, pak jej za 500 000 eur koupil AC Milán. Zde působil v juniorce pod trenérem Filippo Inzaghim. V roce 2014 nakoukl do A-týmu.
V létě 2015 odešel na hostování do španělského prvoligového celku Málaga CF.

## Reprezentační kariéra

### Itálie
Reprezentoval Itálii v mládežnických kategoriích U15, U16.

### Maroko
V A-mužstvu Maroka debutoval 12. 6. 2015 v kvalifikačním zápase na Stade Adrar v Agadiru proti týmu Libye (výhra 1:0), nastoupil na závěrečné dvě minuty. Ve věku 16 let a 363 dní se stal nejmladším reprezentantem v marockém národním týmu.

## Přestupy
- z AC Reggiana 1919 do AC Milán za 2 100 000 Euro

## Statistiky
| Sezóna  | Klub              | Liga             | Liga   | Liga | Ligové poháry | Ligové poháry | Ligové poháry | Kontinentální poháry | Kontinentální poháry | Kontinentální poháry | Celkem | Celkem |
| Sezóna  | Klub              | Soutěž           | Zápasy | Góly | Soutěž        | Zápasy        | Góly          | Soutěž               | Zápasy               | Góly                 | Zápasy | Góly   |
| ------- | ----------------- | ---------------- | ------ | ---- | ------------- | ------------- | ------------- | -------------------- | -------------------- | -------------------- | ------ | ------ |
| 2013/14 | AC Milán          | Serie A          | 0      | 0    | IP            | 0             | 0             | -                    | 0                    | 0                    | 0      | 0      |
| 2014/15 | AC Milán          | Serie A          | 0      | 0    | IP            | 0             | 0             | -                    | 0                    | 0                    | 0      | 0      |
| 2015/16 | Málaga CF         | Primera División | 1      | 0    | ŠP            | 0             | 0             | -                    | 0                    | 0                    | 1      | 0      |
| 2016/17 | PEC Zwolle        | Eredivisie       | 5      | 0    | NP            | 1             | 0             | -                    | 0                    | 0                    | 6      | 0      |
| 2017/18 | AC Milán          | Serie A          | 0      | 0    | IP            | 0             | 0             | -                    | 0                    | 0                    | 0      | 0      |
| 2018/19 | PAS Lamia 1964    | Řecká Superliga  | 4      | 0    | ŘP            | 2             | 0             | -                    | 0                    | 0                    | 6      | 0      |
| 2019/20 | Urbs Reggina 1914 | Serie C          | ?      | ?    | IP            | ?             | ?             | -                    | 0                    | 0                    | ?      | ?      |
| Celkově | Celkově           | Celkově          | 10     | 0    | -             | 3             | 0             | -                    | 0                    | 0                    | 13     | 0      |